# تیمو سالونن
تیمو سالونن (فنلاندی: Timo Salonen؛ زادهٔ ۸ اکتبر ۱۹۵۱) راننده رالی اهل فنلاند است. وی در سال ۱۹۸۵ قهرمان رالی قهرمانی جهان شده است.